# Clive Barker's Undying
Clive Barker's Undying — відео-гра в стилі містичного жаху виживання від першої особи, розроблена EA Лос-Анджелес та опублікована EA Games. Відомий автор жахів Клайв Баркер консультувався при формуванні сюжету і фонової історії гри.
Події гри відбуваються на території Ірландії XX століття та в паралельних вимірах. Відповідно до сюжету, головний герой Патрік Галловей, який володіє надприродними здібностями, прибуває в старовинне родове помістя свого друга Єремії. Патрік погоджується допомогти йому у боротьбі з прокляттям яке спіткало його сім'ю. Гра використовує дворучну бойову систему, яка поєднує різні види зброї і заклинань. Гравець може битися з супротивниками, періодично вирішувати головоломки, в тому числі застосовуючи дар яснобачення, читати щоденник який розкриває сюжетні подробиці.
Гра була високо оцінена критиками та гравцями проте не спіткала фінансового успіху.

## Сюжет
Події гри розгортаються осінню 1923 року. Головний герой, ірландець Патрік Галловей (англ. Patrick Galloway), отримує терміновий лист від свого колишнього командира часів Першої світової війни та старого друга, Єремії Ковенанта (англ. Jeremiah Covenant). В часи війни Єремія врятував життя Патріку, коли їхній загін атакували бандити на чолі з шаманом Трсанті, після чого головний герой отримав камінь Ґельзіабара. Єремія, знающи що Патрік займається окультними справами, просить чим швидше відвідати його в маєтку Ковенантів на узбережжі Ірландії.
Прибувши до маєтку, Патрік знаходить там Єремію майже помираючим та з’ясовує що той непокоїться через родинне прокляття яке з давніх часів спіткало його сім’ю. Будучи ще хлопчиком він разом з молодшими братами і сестрами знайшли в батьківській бібліотеці стару окультну книгу, бавлячись, він прочитав заклинання з неї на острові Каменів, давньому пам‘ятнику кельтській культурі, який знаходився недалеко від маєтку. Здавалося то була дитяча гра, однак це принесло гнів злих сил на сім’ю. Всі п’ятеро дітей з тих пір піддавались впливу злого року, досягнувши повноліття, Ковенанти один за одним впадали у безумність, потім помирали, залишивши Єремію єдиним живим. Він вважає, що душі його братів та сестер не спочиті, вночі слуги помічають в маєтку молодшу сестру Лізбет (англ. Lizbeth), а привид брата Аарона (англ. Aaron) постійно переслідує Єремію, через що він боїться що вони потягнуть його за собою.
Галловей вирішує виконати благання друга намагаючись зупинити результат того ритуалу що був проведений на острові біля старих каменів. Через щоденники сім'ї Ковенантів та свої спогади Галловей дізнається більше про природу прокляття та істоту що стоїть за ним: Безсмертного Короля, демона, який загрожує знищити реальність, яку ми населяємо. Впродовж гри герой бачить видіння як група монахів проводить поховання живого кельтського короля в рамках древнього ритуалу.
Щоб запобігти Безсмертному Королю увійти до нашого світу, Патрік повинен протистояти чотирьом невмерлим братам Ковенантам, а також графу Отто Кейсінгеру, злому супернику, який просто хоче здобути владу від демонічних сил. Розгадуючи таємниці родини Ковенантів, Патрік подорожує між часом та простором, потрапляючи в давнє минуле і інші виміри. Під час своєї подорожі до минулого він прибуває до зимного монастиря, де знаходиться єдина зброя яка здатна назавжди покінчити з сестрами та братами Ковенантами, це Коса кельтів. Однак через присутність Коси в монастирі, всі монахи знаходячись під її впливом перетворились з добрих вірян в убивчих психопатів.
Отримавши Косу, Патрік навідав Лізбет у родинних катакомбах Ковенантів. Перемігши її, він скинув її голову зі скелі додолу та повертається в маєток щоб поговорити з Єремією але один з братів Амвросій (англ. Ambrose) перериває їх зустріч. Патріку вдається вбити Амвросія, який перетворився на чудовисько схоже на монстра. Наступним кроком герой висліджує Кейсінгера і в битві вдається перемогли свого суперника. Смерть Кейсінгера звільняє мешканців магічного виміру Онейроса, який Кейсінгер поневолив.
Далі він шукає тіло Аарона, чий нематеріальний, але небезпечний привид переслідує маєток і кілька разів перешкоджав Патріку. Галловей знаходить тіло в камері тортур де ще одна сестра Бетані (англ. Bethany) таємно ув'язнила і жахливо катувала її ненависного брата до смерті і знищила його тілесне безсмертя. Нарешті герой стикається з останнім із проклятих родичів Ковенантів - Бетані, яка захоплює його в чарівний первісний вимір Вічної Осені спеціально щоб Патрік повернувся на острів Каменів де все почалося всі ці роки тому, та виявив неочікуваного ворога - самого Єремію.
Замість того щоб бути пасивним спостерігачем за трагічними подіями своєї родини, Єремія так само був проклятий, як і його брати, померши і воскресши під час війни. Він використав Патріка щоб позбутися своїх могутніших братів та міг сам заволодіти каменем Ґельзіабара та використати його для поглинання сили Безсмертного Короля, що дасть можливість Єремії переробити світ так як він того захоче. Розлючений на зраду свого друга, Патрік обезголовлює його, але це призводить до фатуму, при загибелі останнього з Ковенантів, печатка зламується і Безсметрний Король може вийти на волю. Посеред острову розбивається остання печатка і сам Король з'являється з під землі у формі велетенського огидного інстектоїду. Після тяжкої битви в якій герой отримує перемогу, він запамороченим покидає острів в цей момент з'являється людина яку він впізнає (і яка, за його словами не може бути там), краде його камінь Ґельзіабара і стверджує що він з Патріком ще не закінчив. Патрік дізнається, що у них були монастирі на подібних місцях по всьому світу, і він розуміє, що це лише одна з багатьох майбутніх випробувань.

## Розробка
Спочатку головним героєм гри мав стати "граф Магнус Вольфрам", татуйований чоловік з надлюдською силою і надприродними здібностями. Сам Баркер відкинув цю ідею, зазначивши, що більш нормальний, приземлений Патрік Геллоуей буде легше сприйматися пересічним геймером. Втім, модель персонажа Вольфрама відіграє невелику роль у кінцевому продукті. Він - шаман Трсанті, який нападає на молодого Геллоуея з Каменем Гел'з'ябара у флешбеку початкової катсцени.

## Ігровий процес
Ігровий процес в цілому відповідає жанру шутер від першої особи, який побудований на стрільбі, застосуванні магії, вирішенні головоломок та іноді на саспенсі. На початку гри герой володіє магічним каменем, револьвером та заклинанням ясновидіння.